# Takeshi Kawashima
Pour les articles homonymes, voir Kawashima.
Takeshi Kawashima (川島 猛, Kawashima Takeshi) est un peintre japonais du XXe siècle, né en 1930 à Takamatsu (dans la Préfecture de Kagawa).

## Biographie
Kawashima Takeshi est un peintre abstrait. En 1956, il sort diplômé de l'École des Beaux-Arts de Musashino, près de Tokyo. Il est actif aux États-Unis quand il s'établit à New York en 1963. À partir de 1958, il participe à de nombreuses expositions collectives, et montre aussi des ensembles de ses œuvres dans des expositions personnelles tant à Tokyo qu'aux États-Unis. Comme abstrait, il exploite la répétition et juxtaposition de formes bien construites dans des carrés.

## Musées
Les Musées de New York au Metropolitan Museum of Art, et de Tokyo au Musée d'art moderne, conservent certaines de ses œuvres.